# Список семикратных кавалеров ордена Красного Знамени
В настоящем списке представлены кавалеры семи орденов Красного Знамени, удостоенных этих наград за свою деятельность.
| № п/п | Фото | Фамилия, Имя Отчество           | Звание в конце службы            | Годы жизни              |
| ----- | ---- | ------------------------------- | -------------------------------- | ----------------------- |
| 1     |      | Бурцев, Михаил Иванович         | генерал-лейтенант авиации        | 1919 — 1997             |
| 2     |      | Голубев, Василий Фёдорович      | генерал-лейтенант авиации        | 16.05.1912 — 17.04.2001 |
| 3     |      | Горелов, Сергей Дмитриевич      | генерал-полковник авиации        | 23.06.1920 — 22.12.2009 |
| 4     |      | Еншин, Михаил Александрович     | генерал-лейтенант авиации        | 03.12.1900 — 06.02.1984 |
| 5     |      | Заварухин, Павел Филиппович     | генерал-майор авиации            | 1913 — 2005             |
| 6     |      | Зырянов, Павел Иванович         | генерал-полковник                | 16.03.1907 — 03.01.1992 |
| 7     |      | Кожанов, Константин Григорьевич | генерал-полковник танковых войск | 12.09.1912 — 22.03.2000 |
| 8     |      | Кожедуб, Иван Никитович         | маршал авиации                   | 08.06.1920 — 08.08.1991 |
| 9     |      | Мелехин, Борис Дмитриевич       | генерал-лейтенант авиации        | 12.07.1919 — 07.02.2008 |
| 10    |      | Петров, Николай Павлович        | генерал-майор                    | 1914 — 24.04.1983       |
| 11    |      | Пстыго, Иван Иванович           | маршал авиации                   | 10.04.1918 — 23.02.2009 |
| 12    |      | Черепанов, Борис Янович         | генерал-майор авиации            | 28.03.1922 — 14.03.2002 |